# 21707 Johnmoore
21707 Johnmoore è un asteroide della fascia principale. Scoperto nel 1999, presenta un'orbita caratterizzata da un semiasse maggiore pari a 2,3056674 UA e da un'eccentricità di 0,0780665, inclinata di 5,35889° rispetto all'eclittica.